# Adam Smith (Fußballspieler, 1991)
Adam James Smith (* 29. April 1991 in Leytonstone) ist ein englischer Fußballspieler. Der rechte Außenverteidiger steht seit 2014 beim AFC Bournemouth unter Vertrag und ist ehemaliger Juniorennationalspieler seines Landes.

## Karriere

### Jugend
Smith entstammt der Nachwuchsabteilung der Tottenham Hotspur und steht seit Sommer 2008 im erweiterten Kreis des Profikaders. Um ihm jedoch Spielpraxis zu gewähren, wurden in der Folge eine Reihe von Leihgeschäften abgeschlossen. Bereits im August 2009 verbrachte er drei Monate beim Drittligisten Wycombe Wanderers, ehe er sich im November gleichen Jahres Torquay United anschloss. In der Football League Two absolvierte er 16 Spiele für die Gulls. In der Saison 2010/11 folgte eine Ganzjahresleihe beim Drittligisten AFC Bournemouth, bei dem er sich in die Stammformation spielen konnte und in der Spielzeit 38 Ligapartien spielte.
Die Hinserie der Spielzeit 2011/12 verbrachte er bei den ebenfalls der Football League One angehörigen Milton Keynes Dons. Für die gesamte Rückrunde war ein Leihgeschäft beim Zweitligisten Leeds United geplant, das allerdings nur einen Monat (bis Ende Februar) andauerte. Kyle Walker, der etatmäßige Rechtsverteidiger der Spurs, hatte sich verletzt, sodass Smith von der Leihe zurückgerufen wurde. Am letzten Spieltag der Premier-League-Saison wurde Smith 15 Minuten vor Spielende gegen den FC Fulham eingewechselt und kam so zu seinem Debüt für die Profimannschaft.
Zu Beginn der neuen Saison kam Smith für Tottenham im League Cup sowie in der U21 Premier League zum Einsatz, ehe er im November eine erneute Leihe beim zweitklassigen FC Millwall antrat. Diese war zunächst auf drei Monate begrenzt, wurde jedoch von Seiten Millwalls bis zum Ende der Saison verlängert.
Im Januar 2014 wechselte er fest zum AFC Bournemouth, mit denen er zu der Saison 2016/17 den Aufstieg in die erste Liga schaffte.

### Nationalmannschaft
Smith durchlief, von der U18 abgesehen, alle Juniorennationalmannschaften seines Landes. Mit der U20 nahm er 2011 an der Weltmeisterschaft in Kolumbien teil, bei der er alle vier Spiele bis zum Ausscheiden im Achtelfinale bestritt. Ab September 2011 stand er im Kader der U21-Auswahl, für die er bis 2013 insgesamt elf Spiele bestritt und an der Europameisterschaft 2013 in Israel teilnahm, bei der die Mannschaft in der Vorrunde ausschied.